# Liste der Kulturdenkmale in Timmendorfer Strand
In der Liste der Kulturdenkmale in Timmendorfer Strand sind alle Kulturdenkmale der schleswig-holsteinischen Gemeinde Timmendorfer Strand (Kreis Ostholstein) aufgelistet (Stand: 10. März 2025).

## Legende
In den Spalten befinden sich folgende Informationen:
- Objekt-ID: die Nummer des Kulturdenkmales
- Lage: die Adresse des Kulturdenkmales und die geographischen Koordinaten. Kartenansicht, um Koordinaten zu setzen. In der Kartenansicht sind Kulturdenkmale ohne Koordinaten mit einem roten Marker dargestellt und können in der Karte gesetzt werden. Kulturdenkmale ohne Bild sind mit einem blauen Marker gekennzeichnet, Kulturdenkmale mit Bild mit einem grünen Marker.
- Offizielle Bezeichnung: Bezeichnung des Kulturdenkmales
- Beschreibung: die Beschreibung des Kulturdenkmales
- Bild: ein Bild des Kulturdenkmales

## Bauliche Anlagen
| Objekt-ID      | Lage                                                | Offizielle Bezeichnung       | Beschreibung | Bild                             |
| -------------- | --------------------------------------------------- | ---------------------------- | --- | -------------------------------- |
| 22830 Wikidata | Am Bahnhof 6 a (53° 59′ 40″ N, 10° 45′ 45″ O)       | Bahnhof                      | Bahnhof Timmendorfer Strand; 1925; zweigeschossiger Backsteinbau mit Walmdach, beide Traufseiten mit schmalem, übergiebelten Mittelrisalit mit Uhr, qualitätvolle architektonische Gestaltung mit Rustizierungen im Erdgeschoss, wohl in den 1930er Jahren nördlicher Anbau mit flachem Walmdach in Backstein und mit Wandstreifengliederung - Begründung: geschichtlich, städtebaulich - Schutzumfang: gesamtes Objekt - Denkmaltyp: Bauliche Anlage | weitere Fotos \| Fotos hochladen |
| 28966          | Gartenweg 7 (53° 59′ 39″ N, 10° 49′ 1″ O)           | Strandvilla                  | Strandvilla; Anfang 20. Jahrhundert; zweigeschossiger Backsteinbau über Sockelgeschoss mit Drempel, flaches Satteldach mit weitem Dachüberstand und Freigespärre - Begründung: geschichtlich, städtebaulich - Schutzumfang: gesamtes Objekt - Denkmaltyp: Bauliche Anlage | BW                               |
| 30296          | Grüner Weg 4 (53° 59′ 38″ N, 10° 48′ 50″ O)         | Strandvilla                  | Strandvilla; um 1900; eingeschossiger Putzbau mit vorwiegend neoklassizistischen Schmuckelementen, seitlicher Turm, schiefergedecktes Mansardflachdach - Begründung: geschichtlich, städtebaulich - Schutzumfang: Strandvilla, Einfriedung - Denkmaltyp: Bauliche Anlage | BW                               |
| 30302          | Hauptstraße 15 (53° 59′ 24″ N, 10° 46′ 6″ O)        | Fachhallenkate               | Kate; 1809; Fachwerkbau mit Zweiständerkonstruktion, markanter Wirtschaftsgiebel mit Grotdör und dekorativer Ausfachungen in Backstein und mit gekalkten Zierfeldern - Begründung: geschichtlich, städtebaulich - Schutzumfang: gesamtes Objekt - Denkmaltyp: Bauliche Anlage | weitere Fotos \| Fotos hochladen |
| 3822           | Hauptstraße 22 (53° 59′ 29″ N, 10° 46′ 14″ O)       | Fachhallenkate               | Kate; 1774; giebelständiger Fachwerkbau, Zweiständerkonstruktion, markanter Wirtschaftsgiebel mit Grootdör und Zierausfachungen in Backstein - Begründung: geschichtlich, städtebaulich - Schutzumfang: gesamtes Objekt - Denkmaltyp: Bauliche Anlage | weitere Fotos \| Fotos hochladen |
| 30303          | Kurparkstraße (53° 59′ 57″ N, 10° 46′ 38″ O)        | Bronzeplastik "Amazone"      | Bronzeplastik „Amazone“; 1925, Bildhauer Rudolf Zieseniss, aufgestellt 1935; Reiterstandbild einer Amazone - Begründung: geschichtlich, künstlerisch, städtebaulich - Schutzumfang: gesamtes Objekt - Denkmaltyp: Bauliche Anlage | weitere Fotos \| Fotos hochladen |
| 38840          | Kurpromenade 18 (53° 59′ 55″ N, 10° 46′ 51″ O)      | Villa                        | Villa; um 1910; dreigeschossiger Putzbau in Formen des Cottage- und Jugendstil, Walmdach - Begründung: geschichtlich, städtebaulich - Schutzumfang: gesamtes Objekt - Denkmaltyp: Bauliche Anlage | BW                               |
| 2867 Wikidata  | Kurpromenade (53° 59′ 59″ N, 10° 46′ 54″ O)         | Trinkkurhalle                | Die Trinkkurhalle wurde 1952 von dem Lübecker Architekten Hans Vossgrag erbaut. Sie besteht aus einem mit großen Glasflächen versehenen Pavillon, einem daran anschließenden, in einem Bogensegment geformten Gebäudeteil und einem kleineren offenen Pavillon. Seit 1989 gehört die Trinkkurhalle, die auch unter dem Namen „Rotunde“ bekannt ist, zu den denkmalgeschützten Gebäuden in Timmendorfer Strand. Alteintragung (Aktualisierung vorgesehen) - Begründung: geschichtlich, künstlerisch, städtebaulich - Schutzumfang: gesamtes Objekt - Denkmaltyp: Bauliche Anlage | weitere Fotos \| Fotos hochladen |
| 38830          | Seestraße 18 (53° 58′ 10″ N, 10° 46′ 11″ O)         | Wohn- und Wirtschaftsgebäude | Wohn- und Wirtschaftsgebäude; 1872, im Kern älter; Fachhallenhaus mit teilweise massiv erneuerten Außenmauern, Halbwalmdach - Begründung: geschichtlich, städtebaulich, Kulturlandschaft prägend - Schutzumfang: Wohn- und Wirtschaftsgebäude, zwei Hauslinden, Einfriedung - Denkmaltyp: Bauliche Anlage | BW                               |
| 8992 Wikidata  | Strandallee 50 (54° 0′ 13″ N, 10° 46′ 32″ O)        | Villa Grisebach              | Die Villa Grisebach wurde 1892 vom Berliner Architekten Hans Grisebach erbaut. Alteintragung (Aktualisierung vorgesehen) - Begründung: geschichtlich, wissenschaftlich, künstlerisch, städtebaulich - Schutzumfang: gesamtes Objekt - Denkmaltyp: Bauliche Anlage | weitere Fotos \| Fotos hochladen |
| 8993 Wikidata  | Strandallee 52 (54° 0′ 12″ N, 10° 46′ 34″ O)        | Villa Gropius                | Die Villa Gropius wurde 1888 vom Berliner Architekten Hans Grisebach erbaut. Alteintragung (Aktualisierung vorgesehen) - Begründung: geschichtlich, wissenschaftlich, künstlerisch, städtebaulich - Schutzumfang: gesamtes Objekt - Denkmaltyp: Bauliche Anlage | weitere Fotos \| Fotos hochladen |
| 30306          | Strandallee 111 a (53° 59′ 47″ N, 10° 47′ 12″ O)    | Strandvilla                  | Strandvilla; 1921, Architekt Karl Trahn; eingeschossiges Backsteinhaus des Heimatschutzstils mit polygonalem Eckturm mit Zeltdach, reetgedecktes Satteldach; mit Einfriedung - Begründung: geschichtlich, künstlerisch, städtebaulich - Schutzumfang: Strandvilla, Einfriedung - Denkmaltyp: Bauliche Anlage | BW                               |
| 30308          | Strandallee 144 (53° 59′ 39″ N, 10° 47′ 24″ O)      | Wohnhaus "Seeburg"           | Wohnhaus; 1912; zweigeschossiger Wohnbau im Stil eines Landhauses, Putzfassade, Seitenrisalit mit Rundbogenfenstern und stuckierten Brüstungsfeldern - Begründung: geschichtlich, städtebaulich - Schutzumfang: gesamtes Objekt - Denkmaltyp: Bauliche Anlage | BW                               |
| 27811          | Strandpromenade (53° 59′ 31″ N, 10° 47′ 57″ O)      | Toilettenhäuschen            | Toilettenhäuschen; 1930er Jahre; eingeschossiges Backsteingebäude im Heimatschutzstil, flaches Walmdach - Begründung: geschichtlich, städtebaulich - Schutzumfang: gesamtes Objekt - Denkmaltyp: Bauliche Anlage | Fotos hochladen                  |
| 12663          | Strandstraße 49 (53° 59′ 39″ N, 10° 49′ 3″ O)       | Strandvilla                  | Wohnhaus; um 1890; zweigeschossiger Backsteinbau mit Segmentbogenfenstern, flachem Satteldach und zweigeschossigem Wintergarten auf der Seeseite - Begründung: geschichtlich, städtebaulich - Schutzumfang: gesamtes Objekt - Denkmaltyp: Bauliche Anlage | BW                               |
| 30297          | Strandstraße 51 (53° 59′ 39″ N, 10° 49′ 4″ O)       | Wohnhaus                     | Wohnhaus; 1887; eingeschossiges Backstein-Giebelhaus mit hohem Drempelgeschoss und Veranda zur Seeseite, Satteldach mit weitem Dachüberstand - Begründung: geschichtlich, städtebaulich - Schutzumfang: Wohnhaus, Einfriedung - Denkmaltyp: Bauliche Anlage | BW                               |
| 38857          | Timmendorfer Platz 2 (53° 59′ 53″ N, 10° 46′ 52″ O) | Villa Hollandia              | Villa Hollandia; 1906; dreigeschossiger Putzbau in Formen des Cottage- und Jugendstils, reiche Dachlandschaft mit weiten Dachüberständen und Freigespärre - Begründung: geschichtlich, städtebaulich - Schutzumfang: gesamtes Objekt - Denkmaltyp: Bauliche Anlage | Fotos hochladen                  |
| 9851           | Vogelsang 1 (53° 59′ 19″ N, 10° 46′ 8″ O)           | Wohnhaus                     | Wohnhaus; inschriftlich 1846, Veränderungen im 20. Jahrhundert; zweigeschossiger Backsteinkubus, reetgedecktes Walmdach - Begründung: geschichtlich, städtebaulich - Schutzumfang: gesamtes Objekt - Denkmaltyp: Bauliche Anlage | BW                               |

## Quelle
- Liste der Kulturdenkmale in Schleswig-Holstein – Kreis Ostholstein (PDF)

1. ↑  Otto Rönnpag: Timmendorfer Strand in alten Ansichten, Europäische Bibliothek, Zaltbommel/Niederlande, 1982, ISBN 9028818073
2. 1 2  H. Herde: Ostseebad Timmendorfer Strand: Eine Zeitreise in Bildern

- Karte mit allen Koordinaten:
- OSM |
- WikiMap